# جائزة البرتغال الكبرى للدراجات النارية 2000
جائزة البرتغال الكبرى للدراجات النارية 2000 هو سباق دراجات نارية أقيم بتاريخ 3 سبتمبر 2000 في حلبة إستوريل. كان الجولة الثانية عشر من أصل 16 في سباق الجائزة الكبرى للدراجات النارية موسم 2000. فاز الأسترالي غاري ماكوي بفئة 500 سي سي بينما جاء الأمريكي كيني روبرتس جونيور في المركز الثاني وحصل على المركز الثالث الإيطالي فالنتينو روسي.

## وصلات خارجية
- الموقع الرسمي